# Vanellus melanocephalus
La pavoncella pettomacchiato (Vanellus melanocephalus, Rüppell, 1845), è un uccello della famiglia dei Charadriidae.

## Sistematica
Vanellus melanocephalus non ha sottospecie, è monotipico.

## Distribuzione e habitat
Questo uccello vive in Etiopia.